# ادیسون بیکر
ادیسون باکر (انگلیسی: Addison Baker; ۱۱ ژانویهٔ ۱۹۰۷ – ۱ اوت ۱۹۴۳) یک نظامی اهل کشور ایالات متحده آمریکا بود. وی در شهر شیکاگو دیده به جهان گشود.
او همچنین برندهٔ جوایزی همچون پرپل هارت و نشان افتخار (آمریکا) شده‌است. او دارای درجهٔ سرهنگی و فرمانده گروه ۹۳ بمباران جاده ایست.